# Barry McCarthy
Barry John McCarthy (nacido el 13 de septiembre de 1992) es un jugador de críquet irlandés.

## Primeros años y carrera
El 16 de junio de 2016, McCarthy hizo su debut en One Day International (ODI) con Irlanda contra Sri Lanka. En enero de 2019, fue seleccionado para el equipo de Irlanda para su único Test Cricket contra Afganistán en India.